# 忠節橋
忠節橋（ちゅうせつばし）は、岐阜県岐阜市の長良川に架かる、国道157号（国道303号重複）の、鋼製アーチ橋である。補強工事や高欄の取替えなどが行われているが、その姿は1948年（昭和23年）の架設当時とほとんど変わっていない。

## 概要

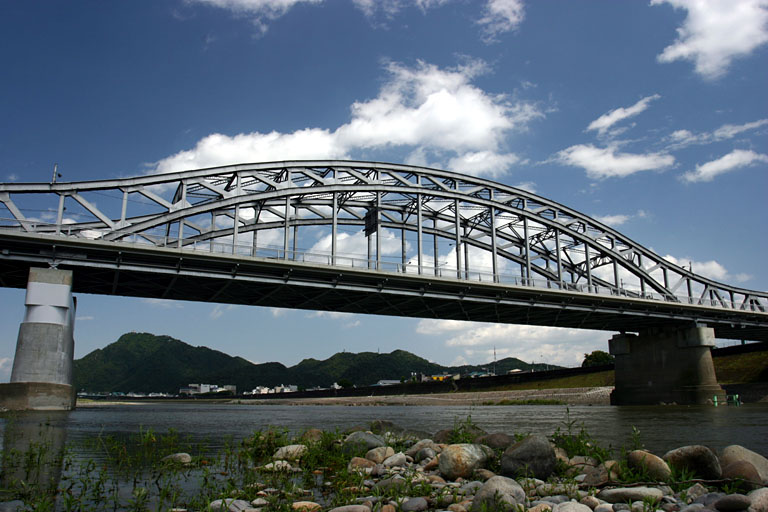
忠節橋のアーチ部（2005年6月撮影）

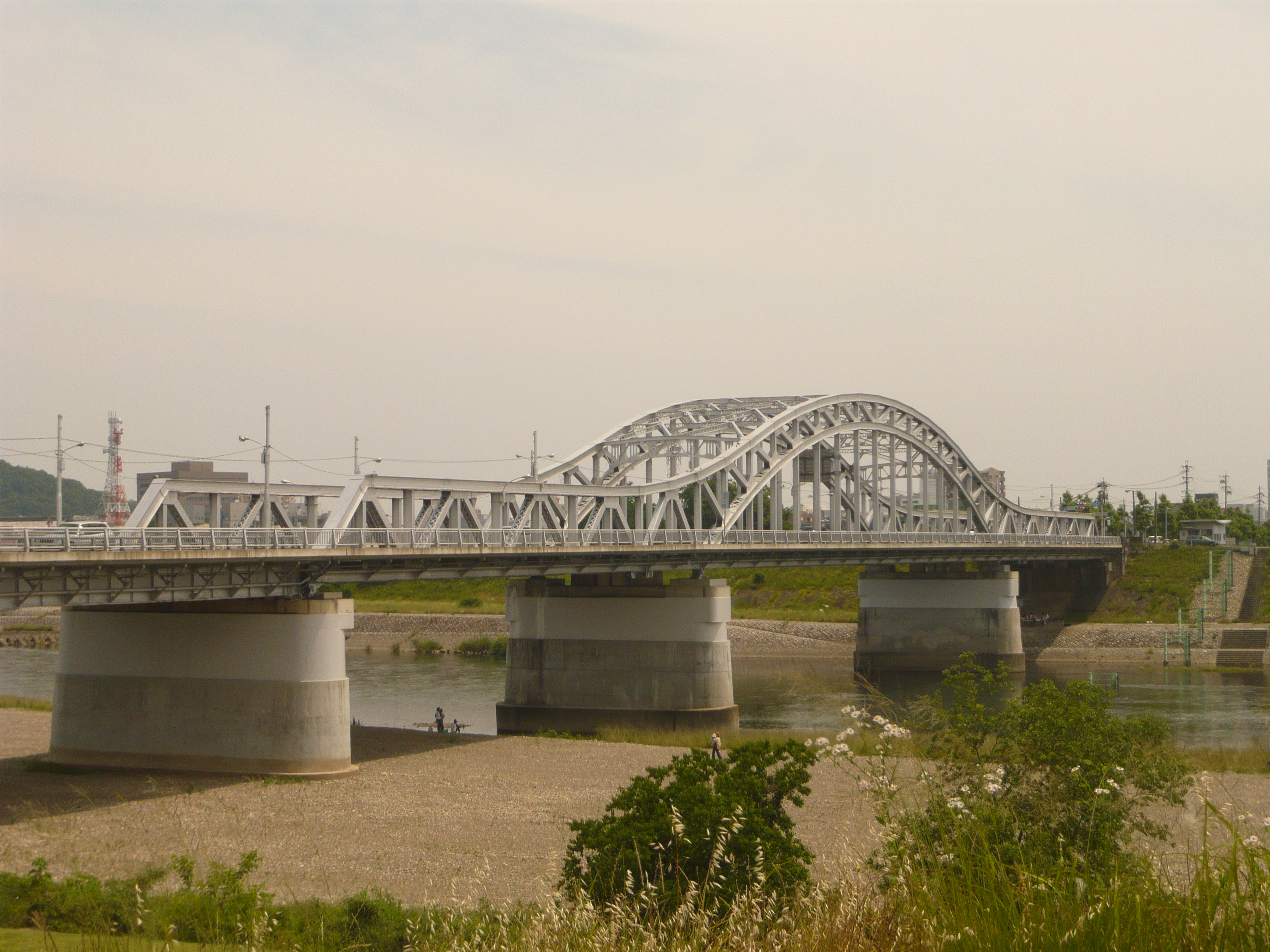
忠節橋（2008年6月）

下記は1948年（昭和23年）の竣功時のデータである。
- 橋梁形式
  - 低水敷：吊構（ポニー式）付突桁式鋼構繋拱橋（3径間連続ブレースト・リブ・バランスト・タイドアーチ）
  - 高水敷：突桁式上路鋼鈑桁橋（3径間連続カンチレバー・プレートガーダー）
- 竣功：1948年（昭和23年）7月31日
- 供用：1948年（昭和23年）8月1日（開通式）[4]
- 延長：266.06 m[5]（構橋部 181.06 m、鈑桁部 85.00 m）
- 幅員：17.60 m[5]（軌道部 4.98 m、車道両側 3.64 m、歩道両側 2.67 m）
- アーチライズ高：14.50 m（桁最下端からアーチ最上部まで）
- 鋼重：2,043tf[6]
- 製造：横河橋梁製作所芝浦工場[2][19]
- 橋面
  - 軌道：厚16.0 cm 鉄筋コンクリート造、舗装厚12cm 花崗岩張り
  - 車道：厚16.0 cm 鉄筋コンクリート造、舗装厚5.0 cm セメントコンクリート
  - 歩道：厚10.4 cm 鉄筋コンクリート造、舗装厚1.6 cm セメントモルタル
- 橋台：基礎杭打[6]（松丸太：直径18 cm×5.2 m）扶壁式鉄筋コンクリート造
- 橋脚：基礎井筒[6]（11.7 m - 17.7 m）鉄筋コンクリート造5基
- 支間長：50.53 + 80.00 + 50.53 m、27.00 + 31.00 + 27.00 m[6]
- 鉸鋲数（現場鋲員数）：構桁部 87,765本、鈑桁部 30,645本、合計 118,360本
- 活荷重：内務省鋼道路橋設計示方書案に依る第一種荷重、及び名古屋鉄道30トン電車2両連結[6]
- 所在地：岐阜県岐阜市真砂町 - 早田
- 取付道路：延長754 m（左岸取付道路414 m、右岸取付道路340 m、盛土57,457 m3、鉄筋コンクリート框橋 368 m3）
- 総予算：6721万5908円[1]
  - 第三次工費総額：6700万円[2]
    - 橋梁上部工：5265万4712円46銭（施工期間：1947年11月 - 1948年7月）
    - 取付道路費：0728万4594円97銭（施工期間：1947年6月 - 1948年2月）
    - 用地買収費：0082万9000円00銭（買収面積1,558坪）
    - 物件移転費：0162万3264円60銭
    - 機械器具費：0090万8427円97銭
    - 工事雑費等：0370万0000円00銭

  - 第一次工費総額（施工期間：1939年1月 - 1942年9月）
    - 橋架下部工：21万5908円60銭（橋台2基、橋脚5基）

## 旧橋の諸元

### 初代
- 橋梁形式：木橋（有料[20]）[12]
- 供用：1884年（明治17年）5月[12]
- 延長：96間3尺[12]（約175.5 m）
- 幅員：2間1尺（約3.93 m）
- 経費：6,500円[12]

### 2代目
- 橋梁形式：木桁橋（有料、後に岐阜県が2,917円で買上げ[21]て無料化）[20]
- 供用：1898年（明治31年）[20]
- 延長：96間2尺[11]（約175.2 m）
- 幅員：2間1尺[11]（約3.93 m）
- 経費：6,500円[22]

### 3代目
- 橋梁形式：木鉄混合平行弦プラットトラス橋4連
- 供用：1912年（明治45年）[8]
- 延長：164.7 m（1937年（昭和12年）に北側に約100 mの土橋を架けて延伸）
- 幅員：4.70 m
- 経費：51,543円[注 1]

## 歴史
明治の初め頃まで長良川には橋が架かっておらず、現在の忠節橋付近は「忠節の渡し」と呼ばれる渡し舟で右岸と左岸が結ばれていた。長良川には1874年（明治7年）に明七橋（長良橋）が、1881年（明治14年）5月に河渡橋が架けられたが、岐阜町（当時）と周辺農村の往来が多くなると、新たな橋の架橋が求められるようになった。
出資者約10人により資本金1万5000円の株式会社が設立され、1884年（明治17年）5月に現在の忠節橋より270 mほど上流に総工費6,500円で忠節橋（初代）が架けられた。通行料を取る賃取橋で、一人5厘、馬・人力車は2銭が徴収された。
1898年（明治31年）には、初代の下流（現在の忠節橋より150 mほど上流）に架け替えられた。この橋梁も賃取橋で、他の橋が県費で架け替えられて無料化されるなか、岐阜市で最後まで残った賃取橋だったが、老朽化が激しくなり無料化による利便性向上も望まれたため、県費で架け替えられる事となり，2,917円で買い上げられた。
1912年（明治45年）、県費51,543円が投じられ、忠節橋（2代目）と同じ場所に木鉄混合平行弦プラットトラス橋の忠節橋（3代目）が完成し、無料で通行可能となった。1936年（昭和11年）12月に着工された長良川上流改修工事で、2つあった分派川が締め切られ、併せて長良川本流（井川）の川幅も拡げられる事となり、忠節橋付近も右岸堤防が北に約100m拡げられたため、1937年（昭和12年）に忠節橋（3代目）の北側に約100mの土橋を架けて延伸した。
昭和の初めごろ、この忠節橋（3代目）も老朽化が著しく、荷重や交通量に耐えられなくなると懸念され、鋼鉄製の永久橋に架け替えられる事となった。当初計画（第一次計画）では鈑桁部分を鉄筋コンクリート桁としたもので、1939年（昭和14年）1月に着工したが、太平洋戦争の勃発で鋼・セメント等の主要資材の入手が困難となり、1942年（昭和17年）9月に橋台・橋脚などの下部工が完成した状態で工事は一時中止となった。その後、竣功した橋脚間に新たに木造橋脚（下部鉄筋コンクリート井筒）10基を設置して軌道橋（木造ハウ）と公道橋（木造ラチス）を並列架設する設計（第二次計画）に変更し、1944年（昭和19年）7月に着工したが、翌1945年（昭和20年）7月9日の岐阜空襲で橋梁用材の大部分が焼失して工事は再度中断した。この間、旧橋は幾度かの修繕を重ねて戦時中の酷使に耐えてきた。第二次世界大戦後、将来の自動車交通量の増加を見越して再度設計を変更。1947年（昭和22年）6月に取付道路、同年11月22日に上部工の工事を再開し、1948年（昭和23年）7月31日に諸般の工事が終了。翌8月1日に竣功式を挙行して供用開始した。鋼材の調達が難しかった第二次世界大戦後、日本で初めて架設された大規模鋼橋である。
4車線のうち中央2車線に路面電車（名古屋鉄道岐阜市内線）の複線軌道が敷設された併用軌道橋だったが、自動車の普及に伴って路面電車の利用客が減少。2005年（平成17年）3月31日に岐阜市内線が廃止されてから、自動車・歩行者用橋梁となっている。
2019年（令和元年）には、土木学会から土木学会選奨土木遺産の認定を受けた。

## 沿革

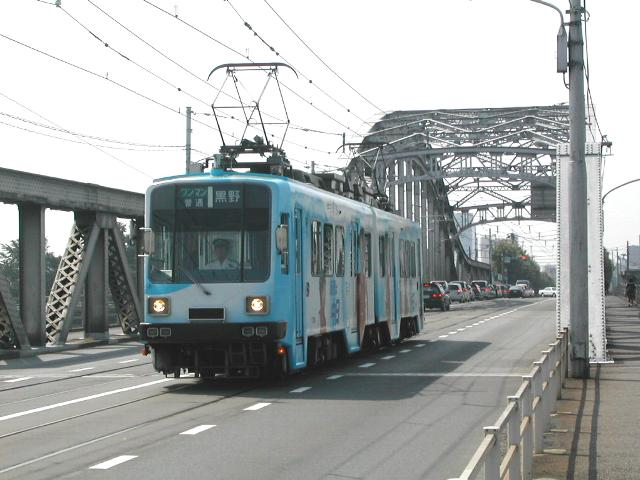
忠節橋を渡る廃線となった名鉄岐阜市内線（2003年8月撮影）

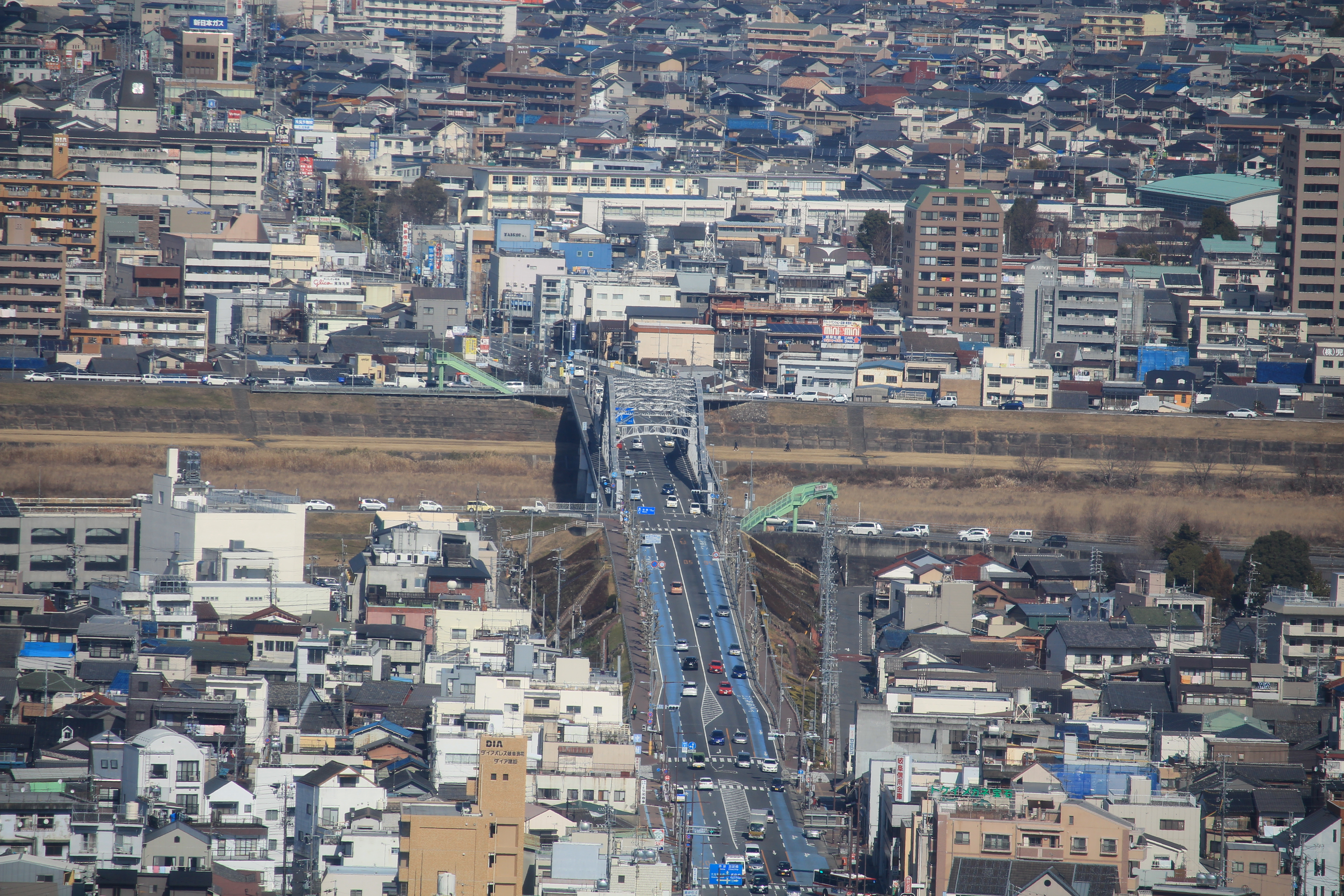
南側の岐阜シティ・タワー43から望む忠節橋通りと忠節橋（2015年12月）

- 1884年（明治17年）5月[12] - 現在の忠節橋より270 mほど上流に忠節橋（初代）が架けられる（有料[25]）。
- 1898年（明治31年） - 初代の下流（現在の忠節橋より150 mほど上流）に忠節橋（2代目）が架けられる（有料）[25]。
- 1912年（明治45年） - 県費で忠節橋（3代目）が架けられる。通行料が無料となる[25]。
- 1937年（昭和12年） - 長良川上流改修工事による河川拡幅に伴い、北へ約100 m延伸[25]。
- 1948年（昭和23年）8月1日 - 忠節橋（4代目：現橋）が開通[4]。
- 2005年（平成17年）4月1日 - 岐阜市内線岐阜駅前駅 - 忠節駅間営業廃止（廃線）[26]により、同日より自動車・歩行者用橋梁となる。

## 特徴
長良川の流路（低水敷）を跨ぐ部分の橋梁形式に、ブレースト・リブ・バランスト（カンチレバー）・タイドアーチ橋を採用。日本に現存するこの形式の橋は、北海道旭川市の旭橋、岩手県一関市の北上大橋、東京都荒川区・墨田区の白鬚橋、および忠節橋の4例のみである。

### 交通事情
軌道法に準拠する最後の併用軌道橋となっていた。また、列車通行時には片側2車線の道路が実質1車線となり、朝夕のラッシュ時には橋のたもとの交差点で混雑が見られた。また、自動車のタイヤがレールでスリップして他の車と衝突する交通事故も絶えなかった。岐阜市内線の廃止に伴い、以前ほどの渋滞はなくなった。軌道は2007年（平成19年）3月までに撤去されている。
なお、忠節橋北端の忠節橋北交差点は、2019年（令和元年）時点で岐阜北警察署管内の交通事故多発場所ワースト6となっている。

## その他
JR岐阜駅を起点として、忠節橋を経由した岐阜環状線までの国道157号を含む道路の総称を「忠節橋通り」という。
長良川左岸堤防上の「初代忠節橋」が架かっていた箇所に、2013年（平成25年）6月、寄贈された「二代目忠節橋」の石碑2柱と説明板を岐阜県が設置。
1986年9月5日午前0時半頃、元大相撲力士で廃業後に岐阜市内でちゃんこ鍋店を営んでいた荒岐山正がこの橋から転落死した。自殺ではなく、事故として扱われている。